# Charly Suarez
Charly Coronel Suarez (* 14. August 1988 in Asuncion, Davao del Norte) ist ein philippinischer Boxer im Leichtgewicht. 

## Karriere
Der 1,68 m große Linksausleger gewann bereits 2004 eine Bronzemedaille bei den asiatischen Kadettenmeisterschaften in Vietnam.
Er ist Gewinner der Südostasienspiele 2009 in Laos und 2011 in Indonesien, wobei er unter anderem Wuttichai Masuk und Sailom Adi besiegen konnte. 2012 nahm er an der asiatischen Olympiaqualifikation in Kasachstan teil, wo er Madadi Nagsibekow, Anarbay Abdilay und Daisuke Narimatsu schlagen konnte, aber im Finale knapp mit 11:15 gegen Liu Qiang verlor.
Bei den Asienspielen 2014 in Südkorea gewann er die Silbermedaille, nachdem er erst im Finalkampf knapp mit 1:2 gegen Dordschnjambuugiin Otgondalai unterlegen war. Zuvor hatte er Elnur Abduraimov, Akhil Kumar, Ammar Hassan und Obada Al-Kasbeh besiegt.
2016 nahm er erneut bei der asiatischen Olympiaqualifikation in China teil, besiegte Lai Chu-en, Dheeraj Rangi sowie Shan Jun und unterlag erst im Finale knapp mit 1:2 gegen Dordschnjambuugiin Otgondalai. Diesmal reichte diese Platzierung jedoch für eine Teilnahme an den Olympischen Spielen 2016 in Brasilien, wo er in seinem ersten Kampf knapp mit 1:2 an Joseph Cordina scheiterte.
2017 gewann er eine Bronzemedaille bei den Südostasienspielen in Malaysia, nachdem er diesmal im Halbfinale gegen Wuttichai Masuk verloren hatte.
Charly Suarez war darüber hinaus Teilnehmer der Weltmeisterschaften 2007 (Vorrunde), 2009 (zweite Vorrunde) und 2011 (Vorrunde), der Asienspiele 2010 (Vorrunde), sowie der Asienmeisterschaften 2011 (Achtelfinale) und 2015 (Achtelfinale).

### World Series of Boxing
In der Saison 2011/12 gab er sein Debüt für das Team Mumbai Fighters in der semiprofessionellen World Series of Boxing (WSB). Das Team konnte das Viertelfinale erreichen, wobei Suarez auch Siege gegen Semen Griwatschew und Egkachai Prommaka gelangen. Noch 2012 wechselte er ins Team Italia Thunder, welches das Halbfinale erreichen konnte. Suarez gewann gegen Robert Harutyunyan sowie Anwar Junussow und verlor gegen Wassyl Lomatschenko.

### AIBA Pro Boxing
In diesem semiprofessionellen Turniermodus startete Suarez ab 2014, gewann zweimal gegen Domenico Valentino sowie gegen Magomedraschid Dschabrailow und verlor gegen Robson Conceição, Berik Äbdirachmanow und Xurshid Tojiboyev.

### Profikarriere
Sein Profidebüt gewann er am 16. Januar 2019 gegen Ernesto Cagampang (Kampfbilanz: 2-0). In seinem zweiten Kampf am 5. März 2019 gewann er gegen Justin Cabarles (4-0) die philippinische Meisterschaft im Leichtgewicht.